# VTV Cup 2005
Giải bóng chuyền nữ quốc tế VTV Cup 2005 là giải đấu lần thứ hai với sự phối hợp tổ chức của Liên đoàn bóng chuyền Việt Nam và Đài truyền hình Việt Nam. Giải đấu được tổ chức tại nhà thi đấu thể dục thể thao tỉnh Nam Định.

## Các đội tham dự
- Việt Nam
- Zhetyssu
- Denso Airy Bees
- Banimiwittaya
- Hồng Hà Vân Nam

## Thể thức thi đấu
5 đội thi đấu vòng tròn một lượt, 4 đội đứng đầu xác định ra hai cặp bán kết (đội thứ nhất gặp đội đứng thứ 4, đội đứng thứ 2 gặp đội đứng thứ 3). Hai đội thắng ở các trận bán kết sẽ tranh ngôi vô địch ở trận chung kết, hai đội thua sẽ gặp nhau ở trận tranh hạng 3.

## Giai đoạn vòng bảng

#### Bảng đấu
| Đội             | St | T | B | Vt | Vb | Ts   | Dt  | Db  | Ts   | Điểm |
| --------------- | -- | - | - | -- | -- | ---- | --- | --- | ---- | ---- |
| Denso Airy Bees | 4  | 4 | 0 | 12 | 0  | MAX  | 300 | 224 | 1,34 | 8    |
| Việt Nam        | 4  | 3 | 1 | 9  | 5  | 1,80 | 312 | 263 | 1,19 | 7    |
| Hồng Hà Vân Nam | 4  | 2 | 2 | 8  | 7  | 1,14 | 327 | 309 | 1,06 | 6    |
| Zhetyssu        | 4  | 1 | 3 | 4  | 9  | 0,44 | 250 | 300 | 0,83 | 5    |
| Banimiwittaya   | 4  | 0 | 4 | 0  | 12 | 0    | 207 | 300 | 0,69 | 4    |

#### Kết quả
| Ngày | Thời gian |                 | Điểm |                 | Set 1 | Set 2 | Set 3 | Set 4 | Set 5 | Tổng   | Nguồn |
| ---- | --------- | --------------- | ---- | --------------- | ----- | ----- | ----- | ----- | ----- | ------ | ----- |
| 19/6 |           | Việt Nam        | 3–0  | Banimiwittaya   | 25–19 | 25–14 | 25–10 |       |       | 75–43  |       |
| 19/6 |           | Hồng Hà Vân Nam | 3–1  | Zhetyssu        | 25–13 | 23–25 | 25–14 | 25–16 |       | 98–68  |       |
| 20/6 |           | Việt Nam        | 3–0  | Zhetyssu        | 25–21 | 25–11 | 25–14 |       |       | 75–56  |       |
| 20/6 |           | Denso Airy Bees | 3–0  | Banimiwittaya   | 25–19 | 25–14 | 25–20 |       |       | 75–53  |       |
| 21/6 |           | Việt Nam        | 3–2  | Hồng Hà Vân Nam | 25–11 | 21–25 | 21–25 | 25–16 | 15–12 | 107–89 |       |
| 21/6 |           | Zhetyssu        | 0–3  | Denso Airy Bees | 23–19 | 13–25 | 15–25 |       |       | 51–75  |       |
| 22/6 |           | Zhetyssu        | 3–0  | Banimiwittaya   | 25–18 | 25–11 | 25–23 |       |       | 75–52  |       |
| 22/6 |           | Hồng Hà Vân Nam | 0–3  | Denso Airy Bees | 23–25 | 23–25 | 19–25 |       |       | 65–75  |       |
| 23/6 |           | Việt Nam        | 0–3  | Denso Airy Bees | 19–25 | 18–25 | 18–25 |       |       | 55–75  |       |
| 23/6 |           | Hồng Hà Vân Nam | 3–0  | Banimiwittaya   | 25–21 | 25–20 | 25–18 |       |       | 75–59  |       |

## Vòng tranh thứ hạng
|  | Bán kết              | Bán kết  |                      |   | Chung kết | Chung kết |
|  |                      |          |                      |   |           |           |
|  | 24-6-2005 – Nam Định |          |                      |   |           |           |
|  |                      |          |                      |   |           |           |
|  | Denso Airy Bees      | 3        |                      |   |           |           |
|  | Denso Airy Bees      | 3        | 25-6-2005 – Nam Định |   |           |           |
|  | Zhetyssu             | 0        |                      |   |           |           |
|  | Zhetyssu             | 0        | Denso Airy Bees      | 3 |           |           |
|  | 24-6-2005 – Nam Định |          | Denso Airy Bees      | 3 |           |           |
|  |                      | Việt Nam | 1                    |   |           |           |
|  | Việt Nam             | Việt Nam | 1                    | 3 |           |           |
|  | Việt Nam             |          |                      | 3 |           |           |
|  | Hồng Hà Vân Nam      | 2        |                      |   |           |           |
|  | Hồng Hà Vân Nam      | 2        | Tranh giải ba        |   |           |           |
|  |                      |          |                      |   |           |           |
|  | 25-6-2005 – Nam Định |          |                      |   |           |           |
|  |                      |          |                      |   |           |           |
|  | Zhetyssu             | 2        |                      |   |           |           |
|  | Zhetyssu             | 2        |                      |   |           |           |
|  | Hồng Hà Vân Nam      | 3        |                      |   |           |           |

### Bán kết
| Ngày | Thời gian |                 | Điểm |                 | Set 1 | Set 2 | Set 3 | Set 4 | Set 5 | Tổng    | Nguồn |
| ---- | --------- | --------------- | ---- | --------------- | ----- | ----- | ----- | ----- | ----- | ------- | ----- |
| 24/6 | 15:00     | Denso Airy Bees | 3–0  | Zhetyssu        | 25–16 | 25–19 | 25–12 |       |       | 75–47   |       |
| 24/6 | 17:30     | Việt Nam        | 3–2  | Hồng Hà Vân Nam | 23–25 | 25–23 | 14–25 | 25–22 | 15–13 | 102–108 |       |

### Tranh hạng 3
| Ngày | Thời gian |                 | Điểm |          | Set 1 | Set 2 | Set 3 | Set 4 | Set 5 | Tổng   | Nguồn |
| ---- | --------- | --------------- | ---- | -------- | ----- | ----- | ----- | ----- | ----- | ------ | ----- |
| 25/6 |           | Hồng Hà Vân Nam | 3–2  | Zhetyssu | 21–25 | 25–21 | 25–19 | 23–25 | 15–7  | 109–97 |       |

### Chung kết
| Ngày | Thời gian |                 | Điểm |          | Set 1 | Set 2 | Set 3 | Set 4 | Set 5 | Tổng  | Nguồn |
| ---- | --------- | --------------- | ---- | -------- | ----- | ----- | ----- | ----- | ----- | ----- | ----- |
| 25/6 |           | Denso Airy Bees | 3–1  | Việt Nam | 20–25 | 25–22 | 25–21 | 25–18 |       | 95–86 |       |

## Xếp hạng chung cuộc
| Xếp hạng | Đội bóng        |
| -------- | --------------- |
|          | Denso Airy Bees |
|          | Việt Nam        |
|          | Hồng Hà Vân Nam |
| 4        | Zhetyssu        |
| 5        | Banimiwittaya   |

## Các giải thưởng cá nhân
- Vận động viên xuất sắc toàn diện:  Denso Airy Bees Sana Ayako
- Vận động viên tấn công xuất sắc nhất:  Zhetyssu Nichiporenko Olessya
- Vận động viên chắn bóng tốt nhất:  Việt Nam Nguyễn Thị Ngọc Hoa
- Vận động viên chuyền hai tốt nhất:  Denso Airy Bees Matsushita Yuka
- Vận động viên phát bóng tốt nhất:  Denso Airy Bees Ishida Sayaka
- Vận động viên ghi nhiều điểm nhât nhất:  Hồng Hà Vân Nam Zhao Zinli
- Vận động viên phòng thủ tốt nhất:  Denso Airy Bees Furudate Ayumi
- Vận động viên bắt bước một tốt nhất:  Việt Nam Trần Thị Thu Hiền
- Hoa khôi VTV Cup 2005:  Denso Airy Bees Inoue Kaori